# Ollarianus lobatus
Ollarianus lobatus är en insektsart som beskrevs av Delong 1944. Ollarianus lobatus ingår i släktet Ollarianus och familjen dvärgstritar. Inga underarter finns listade i Catalogue of Life.